# 득점판

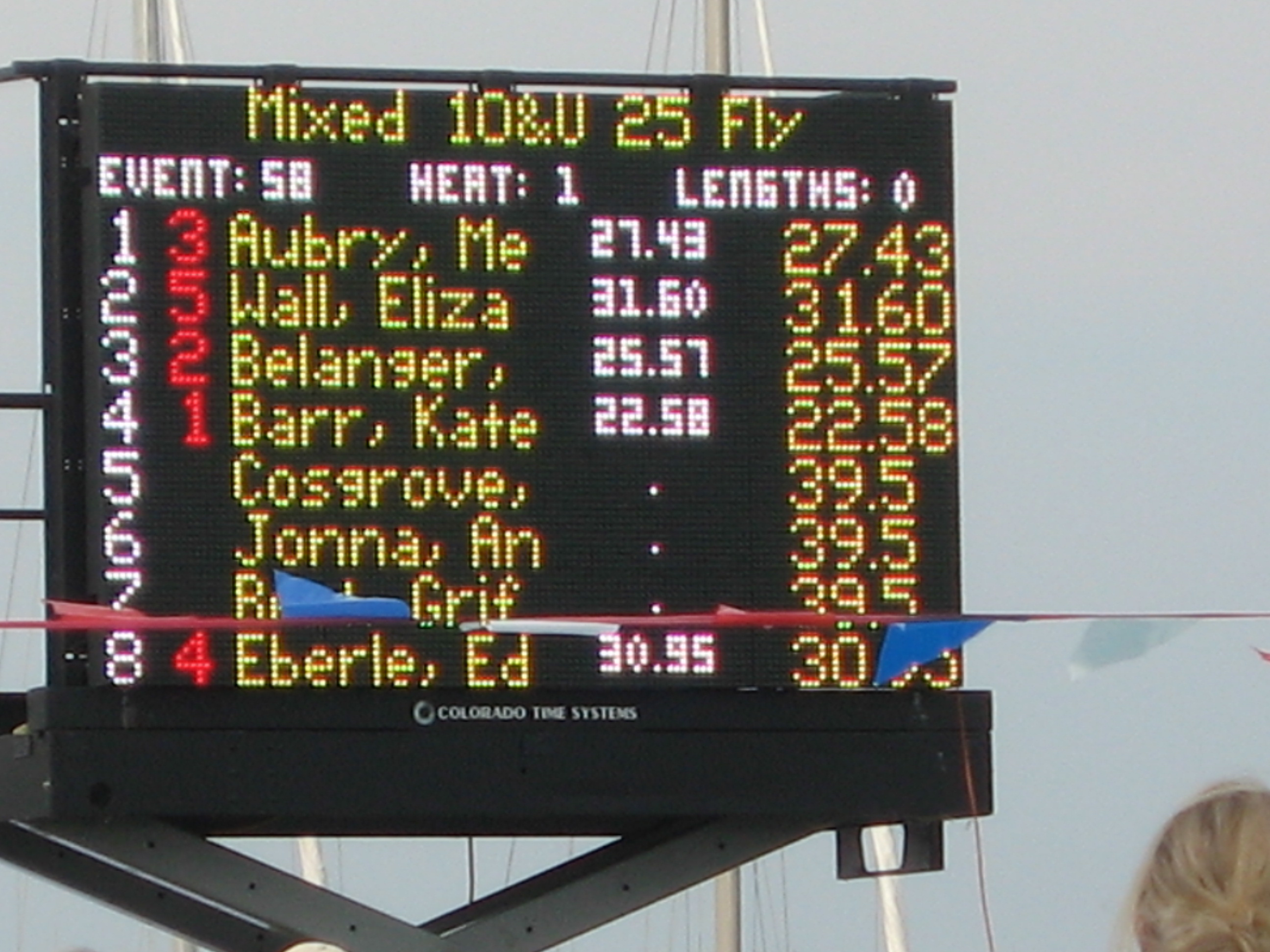
득점판

득점판(得點板) 또는 스코어보드(영어: scoreboard)는 스포츠의 경기에서 득점 등 게임에 대한 정보를 선수나 심판, 관객 등에 알리는 것을 목적으로 하는 시설이다.